# سید محمدحسین دانا
سید محمدحسین دانا (زادهٔ ۱۳۳۷ در آباده) نمایندهٔ حوزهٔ انتخابیهٔ آباده در دورهٔ پنجم مجلس شورای اسلامی بوده‌است. وی پیش‌تر در دورهٔ چهارم نیز عضو این مجلس بود.